# L'isola dei segreti
L'isola dei segreti è un romanzo della scrittrice inglese Scarlett Thomas.

## Trama
Sei giovani - Anne, Jamie, Thea, Bryn, Emily e Paul - rispondono a un annuncio di lavoro su un quotidiano che recita "giovani menti brillanti cercansi per grande progetto. Inviare busta affrancata a Casella Postale 2300, Edimburgo".
Convocati a colloquio, perdono conoscenza dopo che il responsabile del personale che li ha accolti ha offerto loro una tazza di caffè. Quando si risvegliano, si ritrovano su una piccola isola, al centro della quale sorge una casa confortevole piena di provviste e beni per ogni necessità.
Costretti a quella convivenza forzata, i sei ragazzi cominciano a fare amicizia e a conoscersi profondamente, in breve si creano legami profondi e nessuno sembra interessato alla possibilità di cercare un modo per fuggire  ma una sera decidono di aprire l'unica parte della casa ancora non esplorata perché chiusa a chiave, la soffitta, e fanno una terribile scoperta, il cadavere di un uomo, lo stesso che aveva fatto loro il colloquio. Rovistando negli effetti personali dell'uomo comprendono di essere stati portati sull'isola per essere sottoposti a sevizie e torture, e solo il caso fortuito, l'infarto che ha colpito il rapitore li ha salvati da una orribile fine.
Nella soffitta i ragazzi trovano anche un gommone; inizialmente pensano di utilizzarlo per scappare ma nessuno trova la vera necessità di mettere in pericolo la propria vita per allontanarsi dall'isola, decidono quindi di legare il cadavere dell'uomo al gommone da utilizzare come zavorra e mettergli in tasca un biglietto di richiesta d'aiuto. Nella scena finale Anne intravede Jamie interpretare la volontà di tutto il gruppo di allontanarsi da un mondo che rifiutano e di cui hanno paura buttando il biglietto di richiesta di aiuto in mare.

## Edizioni
- Scarlett Thomas, L'isola dei Segreti, traduzione di Antonio Bibbò, collana Nuova Narrativa Newton, Newton Compton, 2009,  pp. ca. 323, cap. 37, ISBN 978-88-541-1599-6.